# Nep!
Nep! is een televisieprogramma van de ntr: door Owen Schumacher. In het programma gaat Schumacher op zoek naar alle dingen in de wereld die nep zijn zoals hoaxes, vervalsingen en imitaties. In 2012 werd een seizoen van zes afleveringen uitgezonden.

## Afleveringen
| Afl. | Titel | Uitzenddatum          |
| ---- | --- | --------------------- |
| 1    | Fotografie | vrijdag 27 april 2012 |
| 1    | De beroemde foto's van de Cottingley Fairies, die achteraf nep bleken te zijn. Beeldmanipulatie door Andreas Gursky en bij de World Press Photo. Fotografe Alison Jackson maakt foto's en films van dubbelgangers van beroemdheden. |                       |
| 2    | Kunst | vrijdag 4 mei 2012    |
| 2    | John Myatt is een (voormalig) kunstvervalser, tegenwoordig schildert hij in de stijl van bekende kunstschilders. In het Italiaanse Florence worden de meeste beelden op straat door replica's vervangen. Ook in China maken mensen kopieën van bekende schilderijen, Vincent van Gogh blijkt populair. |                       |
| 3    | Merken | vrijdag 11 mei 2012   |
| 3    | In China is er een echte cultuur van namaakartikelen, inclusief een themapark (Window of the World) met replica's van beroemde gebouwen in de wereld. De Duitse ondernemer Christian Rommel verzamelt imitatie-merkproducten uit China, vooral papieren zakdoekjes. |                       |
| 4    | Religie | vrijdag 18 mei 2012   |
| 4    | Pater Pio is in Italië nog altijd bijzonder populair en wordt toeristisch gezien flink uitgebuit. De Lijkwade van Turijn is een wereldberoemde vervalsing, maar sommigen geloven nog in de authenticiteit. In Calcata zou ooit de Voorhuid van Jezus gevonden zijn, maar tegenwoordig is die vermist. |                       |
| 5    | Geschiedenis | vrijdag 25 mei 2012   |
| 5    | Het dagboek van Hitler bleek na enig onderzoek een vervalsing te zijn door Konrad Kujau. De Piltdown-mens zou een fossiel zijn van een vroege mensachtige, maar de schedel was van een moderne mens met de onderkaak van een mensaap. In concentratiekamp Sachsenhausen vond operatie Bernhard plaats, nazi's drukten op grote schaal valse Engelse ponden. |                       |
| 6    | Sport | vrijdag 1 juni 2012   |
| 6    | In de klimsport worden veel valse claims gedaan, zo beweert Bart Vos de eerste Nederlander op de top van de Mount Everest te zijn geweest, maar wordt deze claim door velen betwijfeld. Op de Paralympische Zomerspelen 2000 speelde Spanje vals door in het basketbal voor verstandelijk gehandicapten tien spelers op te stellen met een normaal intelligentieniveau. De Oost-Duitse kogelstootster Heidi Krieger kreeg zoveel anabole steroïden toegediend dat hij tegenwoordig man is. |                       |